# Poundbury
 (septembre 2022).
Si vous disposez d'ouvrages ou d'articles de référence ou si vous connaissez des sites web de qualité traitant du thème abordé ici, merci de compléter l'article en donnant les références utiles à sa vérifiabilité et en les liant à la section « Notes et références ».
Poundbury est une New Town, un village du Royaume-Uni fondé en 1993, près de Dorchester dans le comté de Dorset, en Angleterre.
Le village est construit selon les vues du roi Charles III, alors prince de Galles, en remettant en question les schémas urbanistiques de l'après-guerre, sur un terrain lui appartenant. Le prince est connu pour ses idées opposées à la vision contemporaine des villes et de l'architecture et sa défense de l'esthétique classique.

## Présentation
Le village est construit selon un modèle traditionnel de zone urbaine dense plutôt qu'un schéma de banlieue. Le but est de créer une communauté intégrée de boutiques, bureaux, logements privés et logements sociaux. Il n'y a pas de zones délimitées. Selon ses architectes, le village est organisé autour des personnes et non des voitures. Ils déclarent fournir un environnement de haute qualité via l'architecture, par la sélection des matériaux de construction, les panneaux indicateurs et l'aménagement paysager.
Pour éviter des travaux permanents, les canalisations d'eau, les conduites de gaz, les câbles téléphoniques et électriques sont regroupés dans des conduits souterrains uniques. Les parties communes sont entretenues par une société spécialisée appartenant aux résidents.
Sous certains aspects, le projet montre des similitudes avec l'urbanisme néo-traditionnel des États-Unis, si ce n'est que les influences architecturales sont bien sûr européennes. La construction des maisons est plutôt traditionnelle, avec des caractéristiques telles que des fenêtres obstruées par des briques, une particularité qu'on retrouve dans de nombreux anciens bâtiments britanniques (à cause de l'impôt sur les portes et fenêtres).
Les plans généraux ont été développés à la fin des années 1980 par l'architecte européen Léon Krier, et la construction proprement dite commença en octobre 1993. Les plans de Krier furent critiqués pour le mélange d'un trop grand nombre de styles continentaux, et l'utilisation de matériaux de construction ne provenant pas de la région, ce qui n'était pas cohérent avec les traditions de Dorchester. Il est prévu que les quatre phases de développement soient terminées en 25 ans avec, au total, 2 500 domiciles pour une population d'approximativement 6 000 habitants.

## Financement et activité
Des cartes de vœux d'Andrew Brownsword, entrepreneur, ont financé la construction du marché de Poundbury, évaluée à 1 million de livres sterling, conçu par John Simpson (en) à partir de modèles anciens, particulièrement ceux de Tetbury.
En plus de centres d'activités plus petits, Poundbury abrite Dorset Cereals qui emploie plus de 100 personnes dans son usine locale, produisant une variété de muesli, gruau et barres tendres. Les céréales sont disponibles localement, mais sont également exportées dans plus de 70 pays.
Suivant les principes de l'urbanisme néo-traditionnel, Poundbury avait pour intention de réduire la dépendance à l'automobile et encourager la marche, la bicyclette et l'emploi des transports en commun. Toutefois, une étude effectuée à la fin de la première phase a démontré que l'utilisation de la voiture était plus élevée à Poundbury que dans les districts ruraux avoisinants de West Dorset.

## Monuments
Depuis octobre 2016, une statue en bronze d'Elizabeth Bowes-Lyon, mère d'Élisabeth II et grand-mère de Charles III, trône au centre du village.
En juin 2023, le roi Charles III inaugure un buste en bronze de son père Philip, dans un jardin réalisé en hommage au défunt prince.

## Galerie

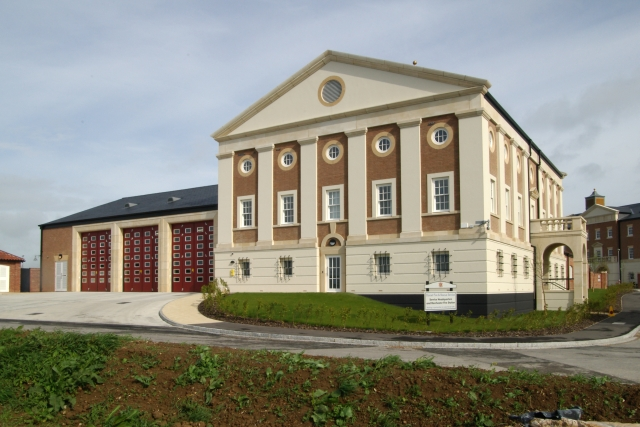
La caserne de pompiers et le bâtiment des services d'urgence.
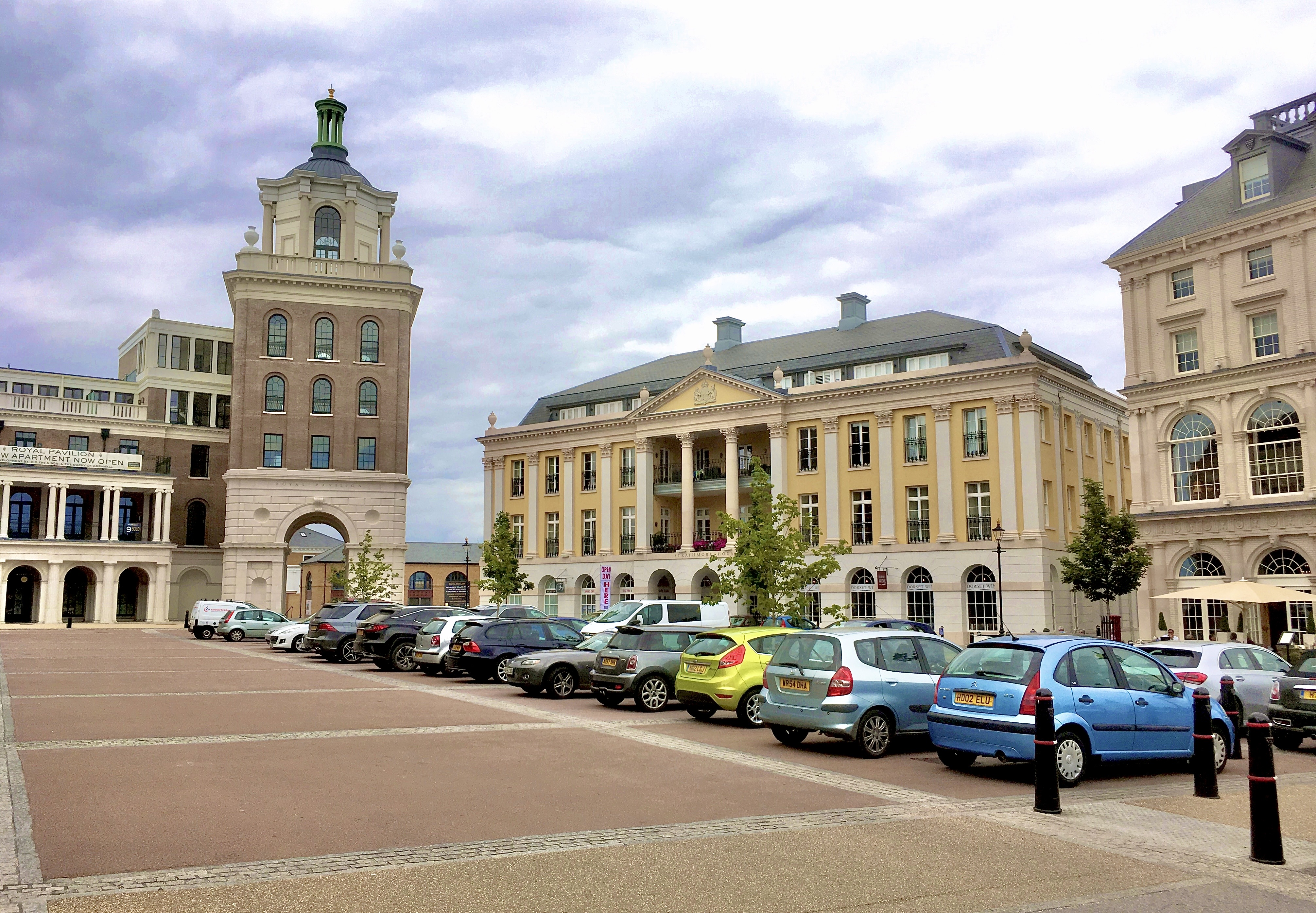
La Queen Mother Square.
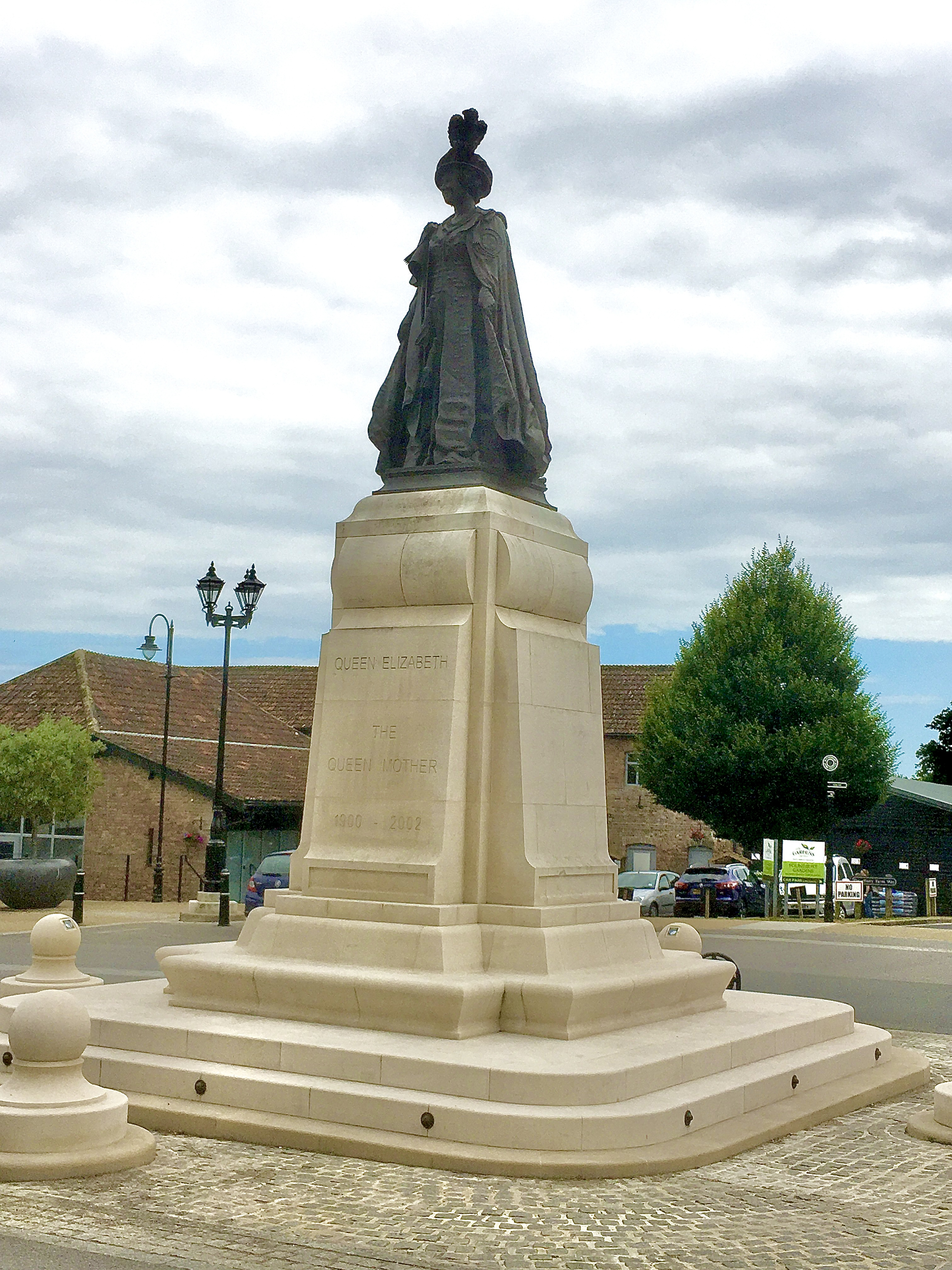
La statue d'Elizabeth Bowes-Lyon.
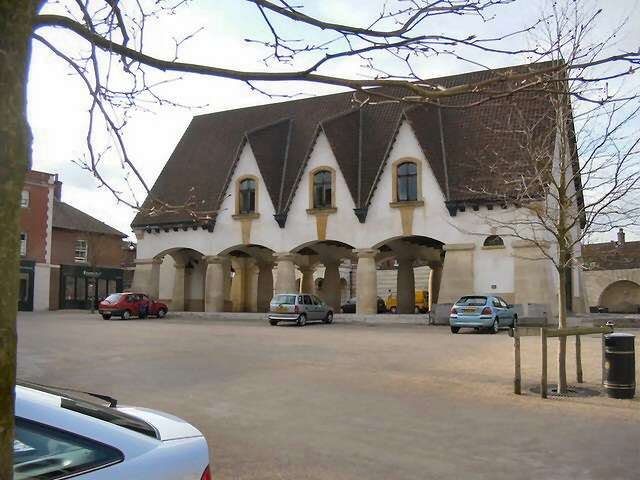
Brownsword Hall.
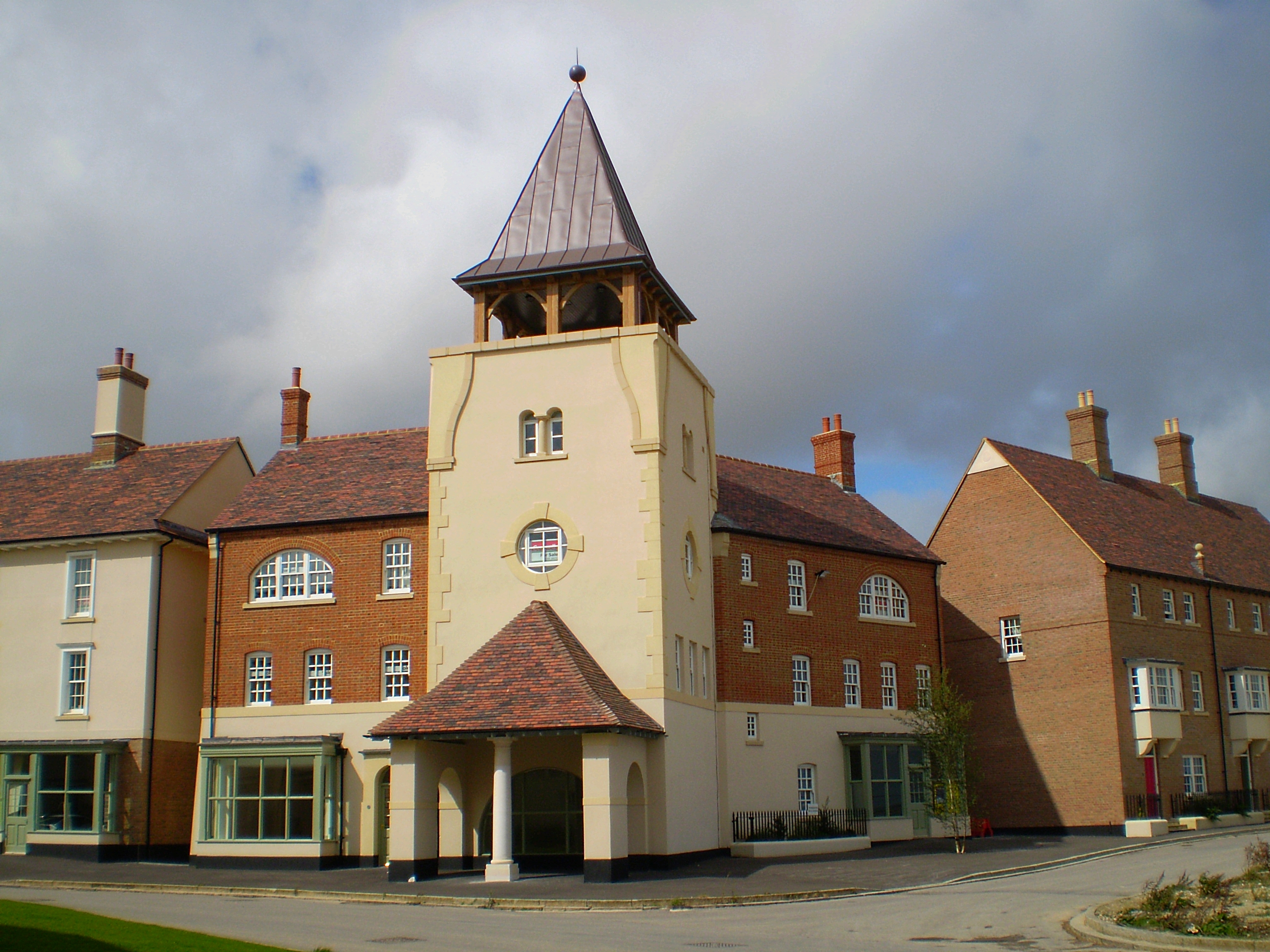
The Whistling Witch (Peverell Ave W / Ringhill Street).
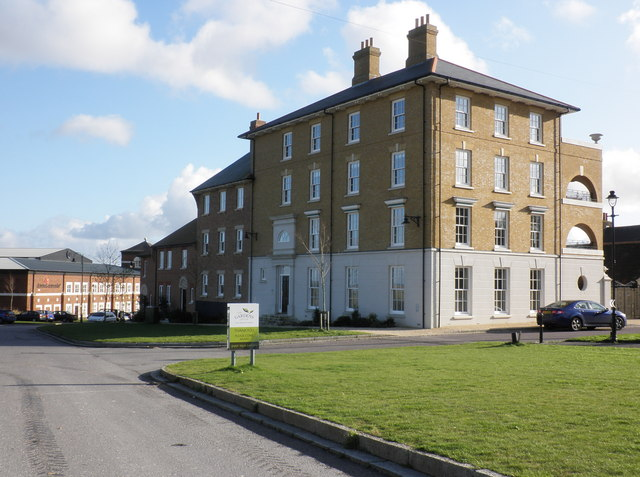
Peverell Ave E / Woodlands Crescent.
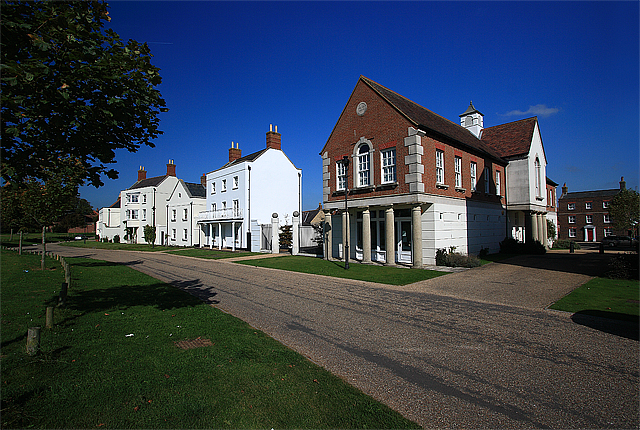
Holmead Walk / Chaseborough Square.
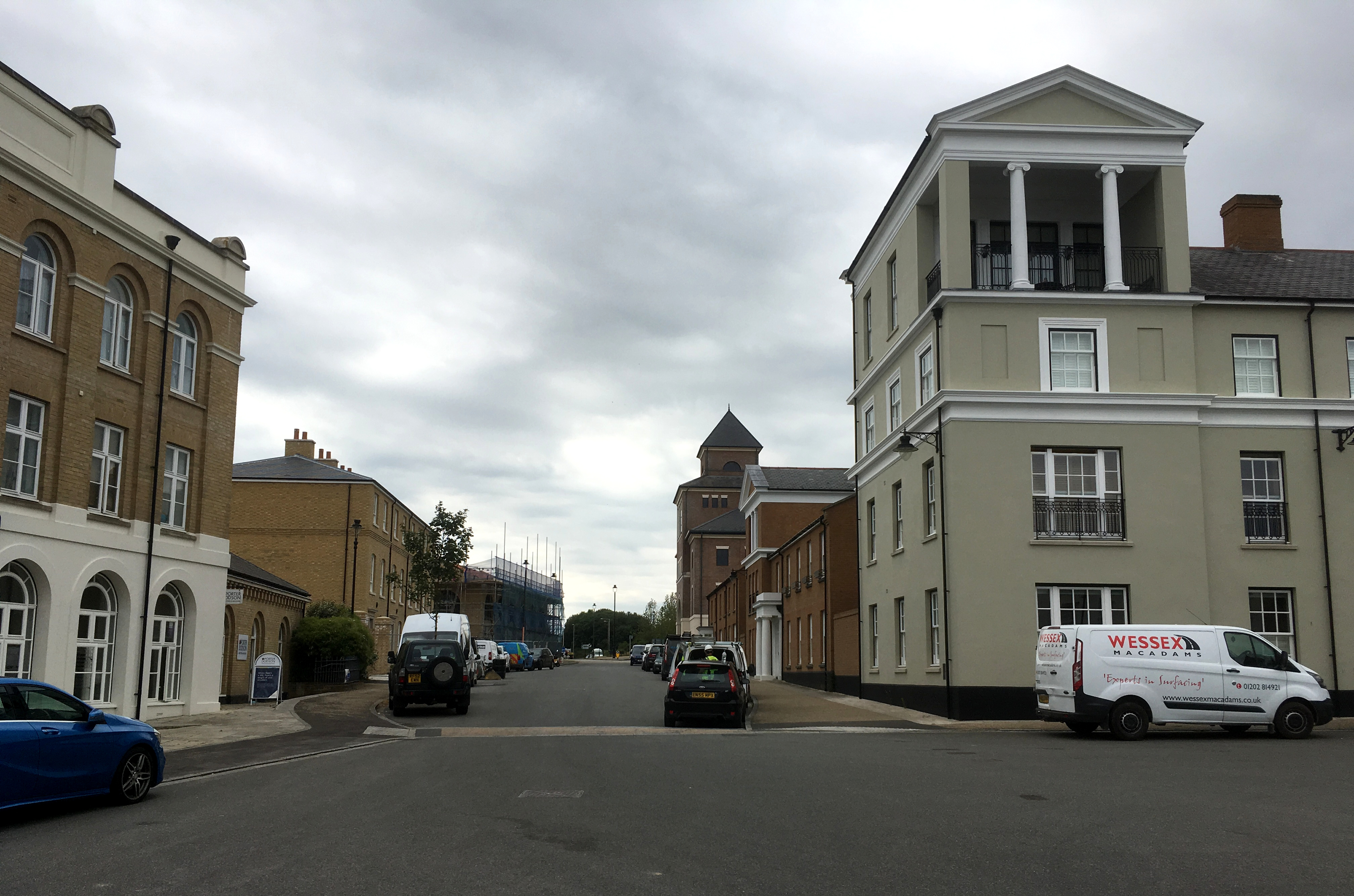
Bridport Road / Beechwood Lane.